# Curaj

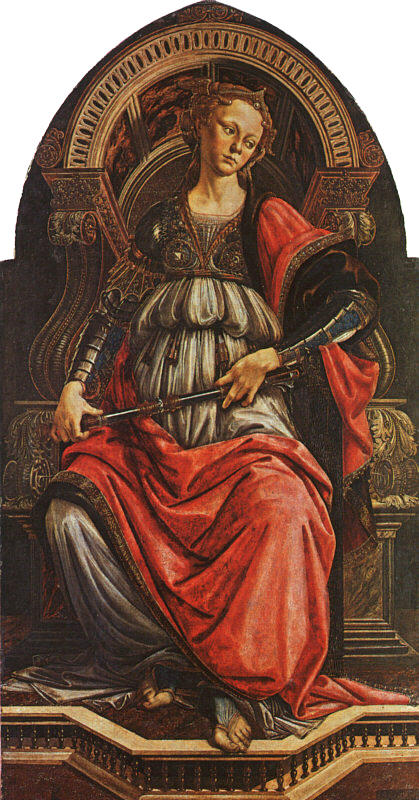
Fortitudo, de Sandro Botticelli

Curaj , de asemenea, cunoscut sub numele de vitejie, voință și cutezanță, este abilitatea de a te confrunta cu frica, durere, risc / pericol, incertitudine sau intimidare. „Curajul fizic” este curajul în fața durerii fizice, greutăți, moarte, sau amenințare morții, în timp ce „curaj moral” este capacitatea de a acționa în mod întemeiat, în fața opoziției populare, rușine, scandal sau descurajare.